# Beriev Be-2500
El Beriev Be-2500 «Neptun» (en ruso: Бериев Бе-2500 «Нептун») es un avión de transporte anfibio de gran tonelaje y tamaño que se encuentra aún en fase de desarrollo e innovación, de lo que se encarga la empresa aeronáutica rusa Beriev. El peso máximo al despegue previsto de esta enorme aeronave será de nada menos que de 2500 toneladas métricas, aproximadamente cuatro veces más que el gigantesco hexarreactor soviético-ucraniano Antonov An-225. Esa ya de por sí descomunal característica le ha terminado dando el nombre a esta propia aeronave en cuestión.
Su diseño tiene en consideración dos futuras funciones de la aeronave, pues podrá volar tanto como un avión comercial a gran altitud o como un ekranoplano, aprovechándose del efecto suelo. Los trayectos para los que está destinado el Be-2500 son de largo alcance o del tipo transcontinental. Podrá despegar desde puertos normales sin necesidad de infraestructuras especiales.
Si finalmente el Beriev Be-2500 entra en funcionamiento, se convertirá en la aeronave más grande que se haya construido, pues superará incluso al antes mencionado An-225 soviético. La propia compañía Beriev ha llegado a afirmar que para poder hacer realidad el proyecto será necesario que varios países inviertan en el Be-2500 Neptun.

## Especificaciones técnicas
- Capacidad de pasajeros:
- Longitud: 115,5 m
- Envergadura: 125,51 m
- Altura: 29,12 m
- Superficie alar: 3184 m²
- Ancho del fuselaje:
- Ancho de la cabina (de pasajeros):
- Longitud de la cabina:
- Peso vacío operativo: 1 500 000 kg
- Peso máximo al despegue: 2 500 000 kg
- Capacidad de combustible:
- Carga útil: 1000 t
- Velocidad de crucero: 800 km/h (a 10 000 m); 450 km/h (como ekranoplano)
- Alcance: 10 700 km (a 10 000 m); 17 000 km (como ekranoplano)
- Techo de vuelo: 6000 m
- Motores (x6): Kuznetsov NK-116
- Empuje unitario: 172 kN